# Dżadwa’a Szamalijja
Dżadwa’a Szamalijja (arab. جدوعة شمالية) – wieś w Syrii, w muhafazie Hama. W 2004 roku liczyła 737 mieszkańców.